# Suizen
Suizen (吹禅), "blås-zen" är en zenbuddhistiskt metod för att nå upplysning, satori, genom att spela på den japanska bambuflöjten shakuhachi. Metoden utvecklades inom Fukeskolan. De munkar som använder metoden kallas komusō (虚無僧), "tomhetsmunkar", och än idag framför shakuhachispelare ofta sin musik med täckt ansikte, för att förhindra att uppmärksamheten riktas från musiken till spelaren.